# Fruchtäther
| Fruchtäther                                                                           |
| ------------------------------------------------------------------------------------- |
| Fruchtäther; R1 und R2 sind Organylreste, z. B. Alkylgruppen.                         |
| R1 und R2 sind Organylgruppen, z. B. Alkylgruppen. Die Estergruppe ist blau markiert. |

Fruchtäther ist eine chemisch nicht korrekte Bezeichnung für  Fruchtaromen, die Ester kurz- oder mittelkettiger Fettsäuren mit kurzkettigen Alkanolen (Alkoholen) sind. Diese haben Bedeutung als Geschmacks- und Geruchsstoffe natürlicher Früchte. Synthetisch hergestellte Fruchtäther enthalten vorwiegend Fettsäureethyl- und -amylester im Gemisch mit Methyl- und Ethylestern  der Benzoesäure, der Salicylsäure und der Sebacinsäure.

## Verwendung
Die Fruchtäther werden oft als alkoholische Lösungen (Fruchtessenz) zur Aromatisierung von Lebensmitteln (Speiseeis, Süßwaren, Pudding etc.) eingesetzt.

## Fruchtäther-Vorkommen in Früchten (Auswahl)

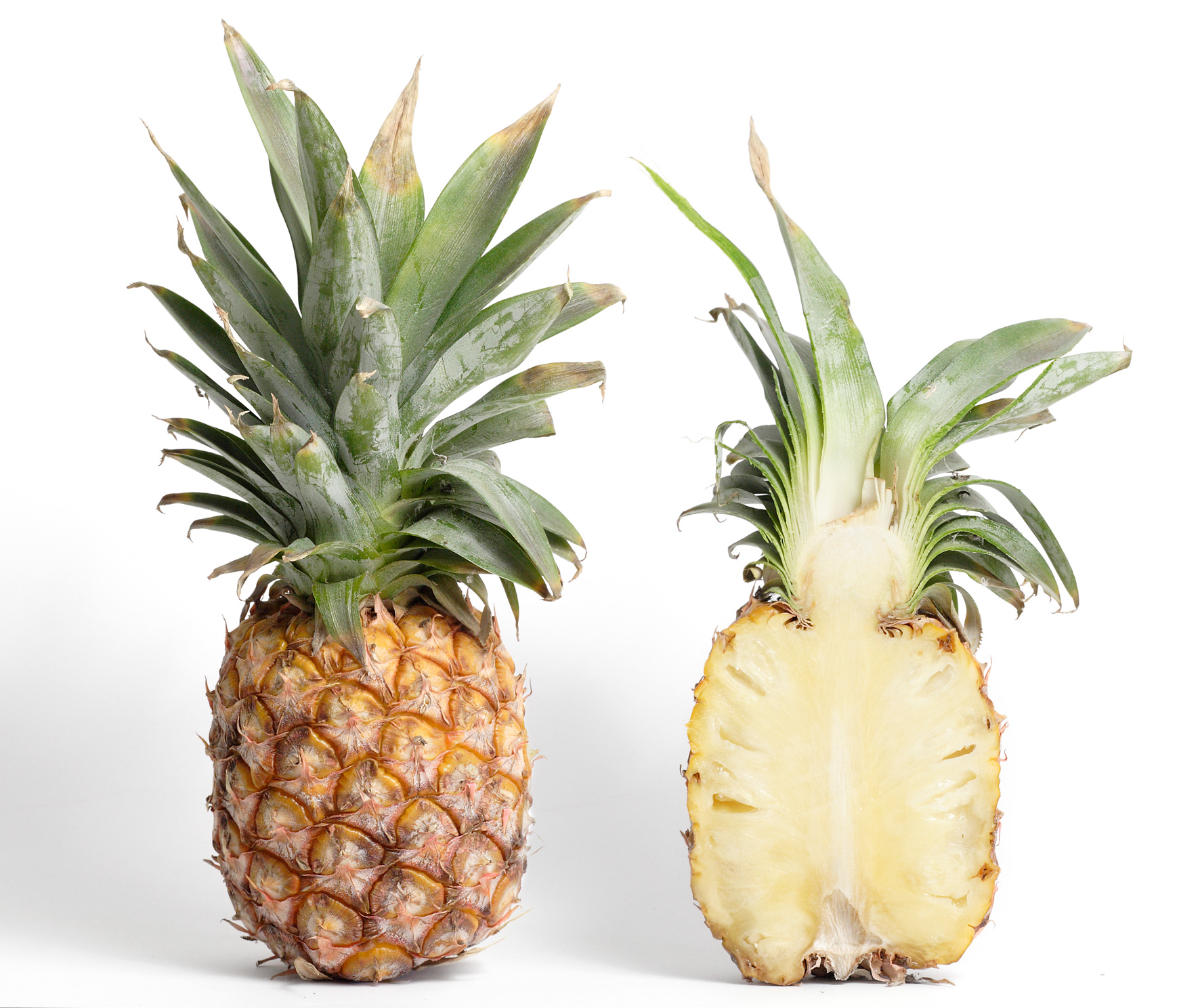
Ananas
Äpfel
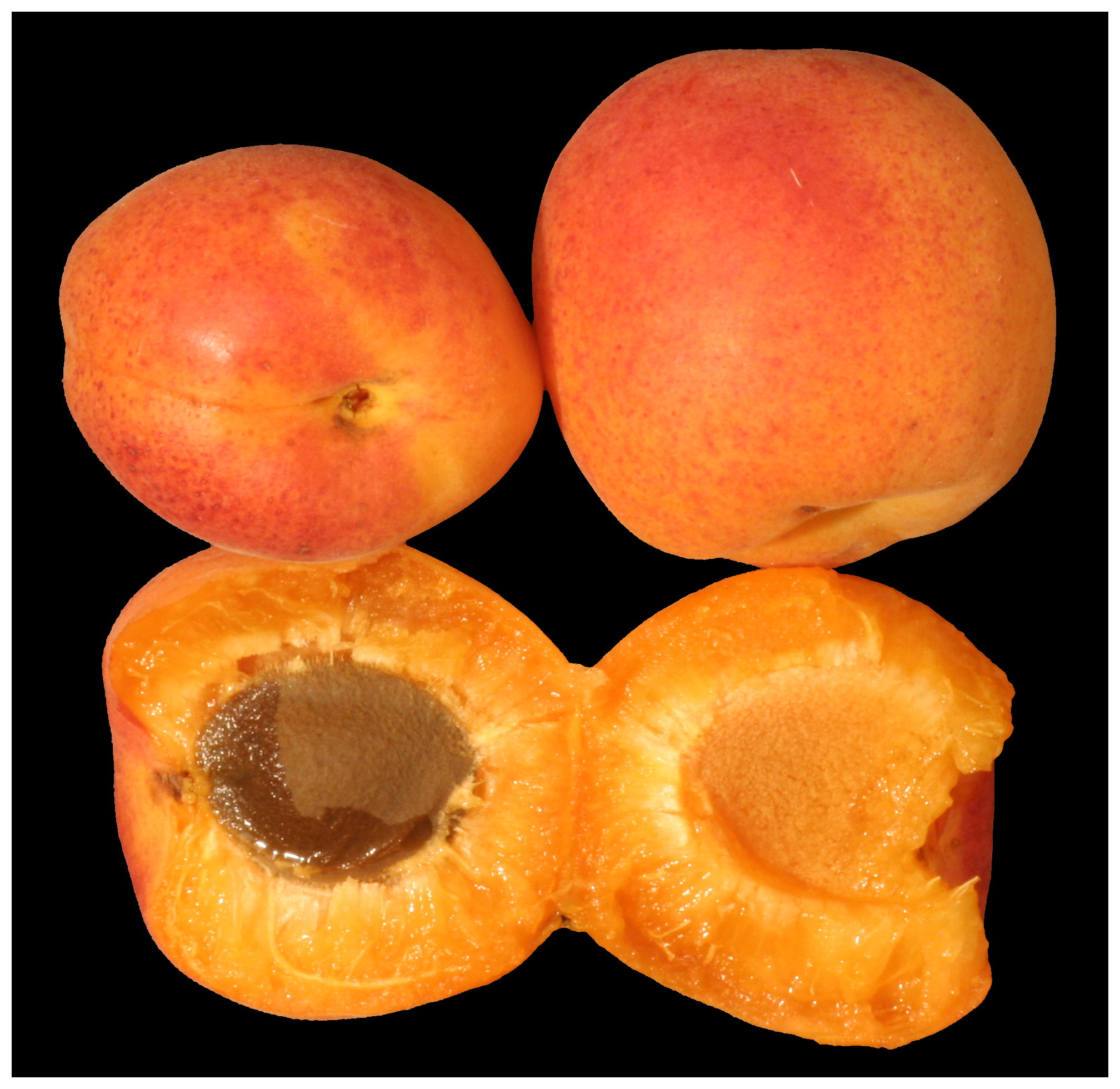
Aprikosen
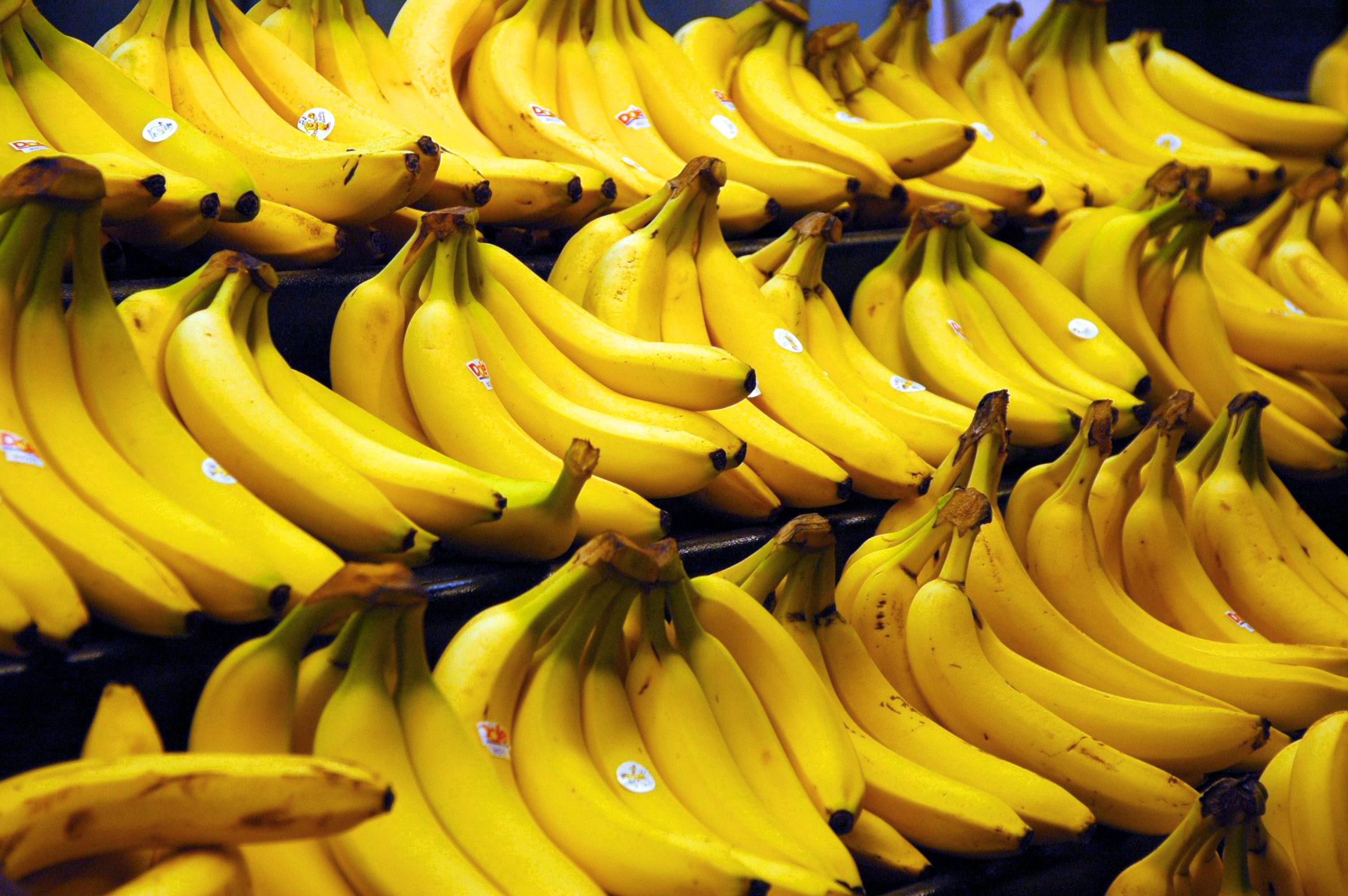
Bananen
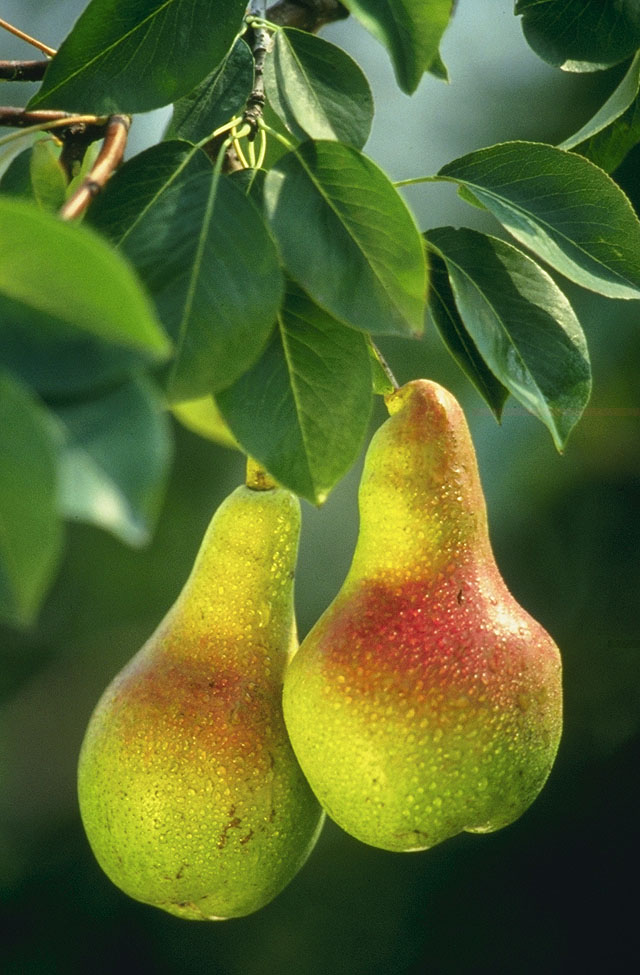
Birnen
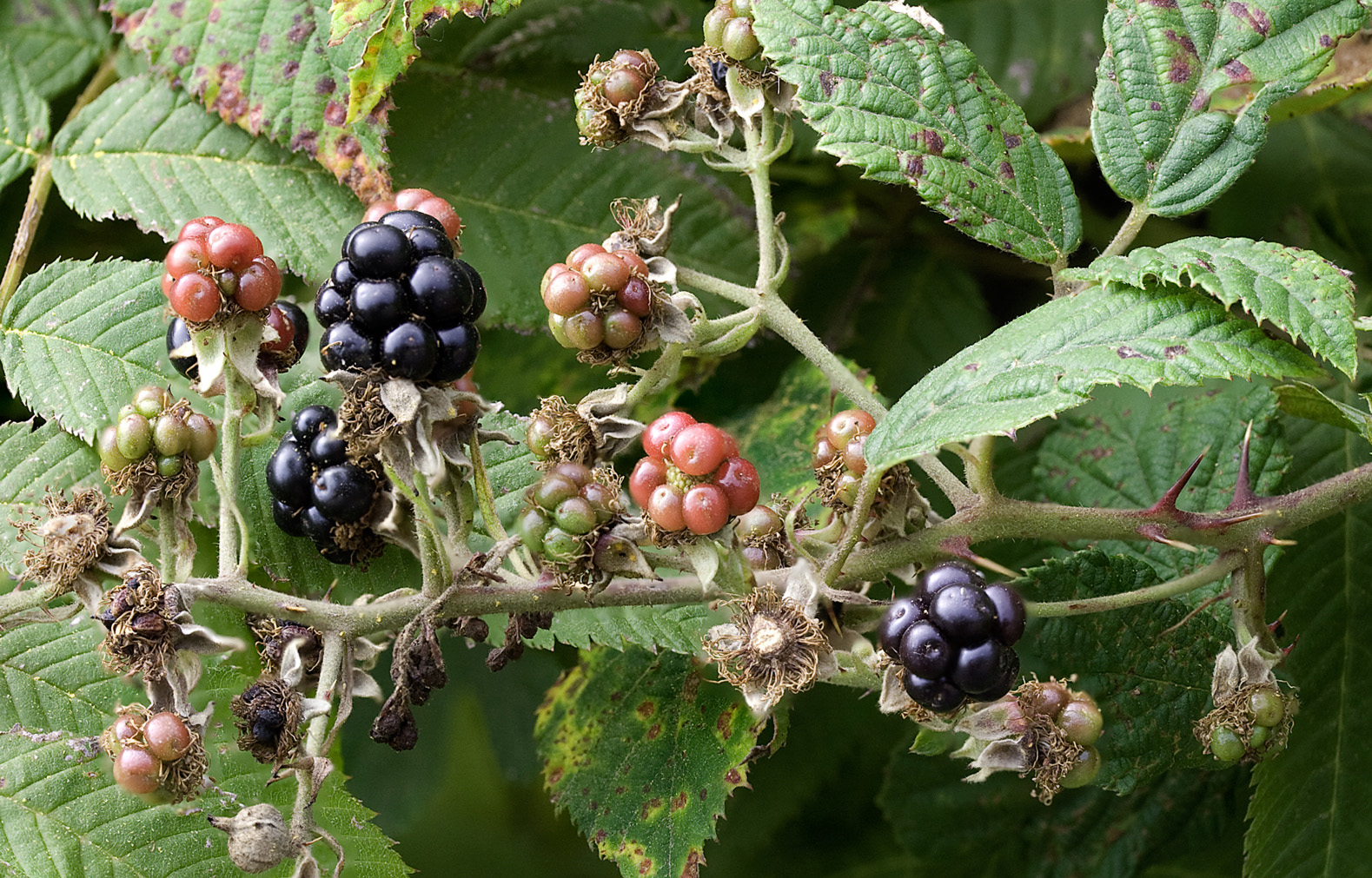
Brombeere
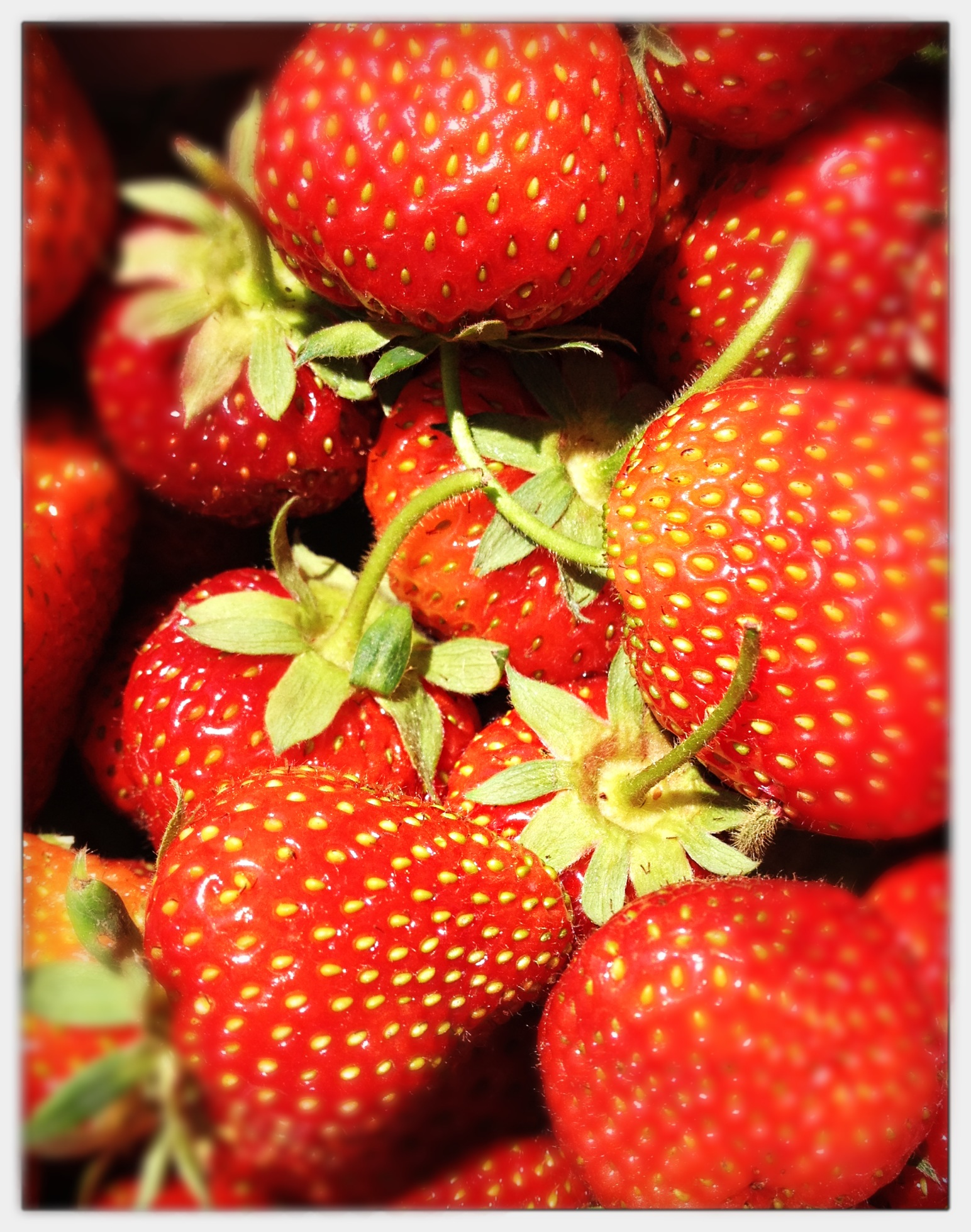
Erdbeeren
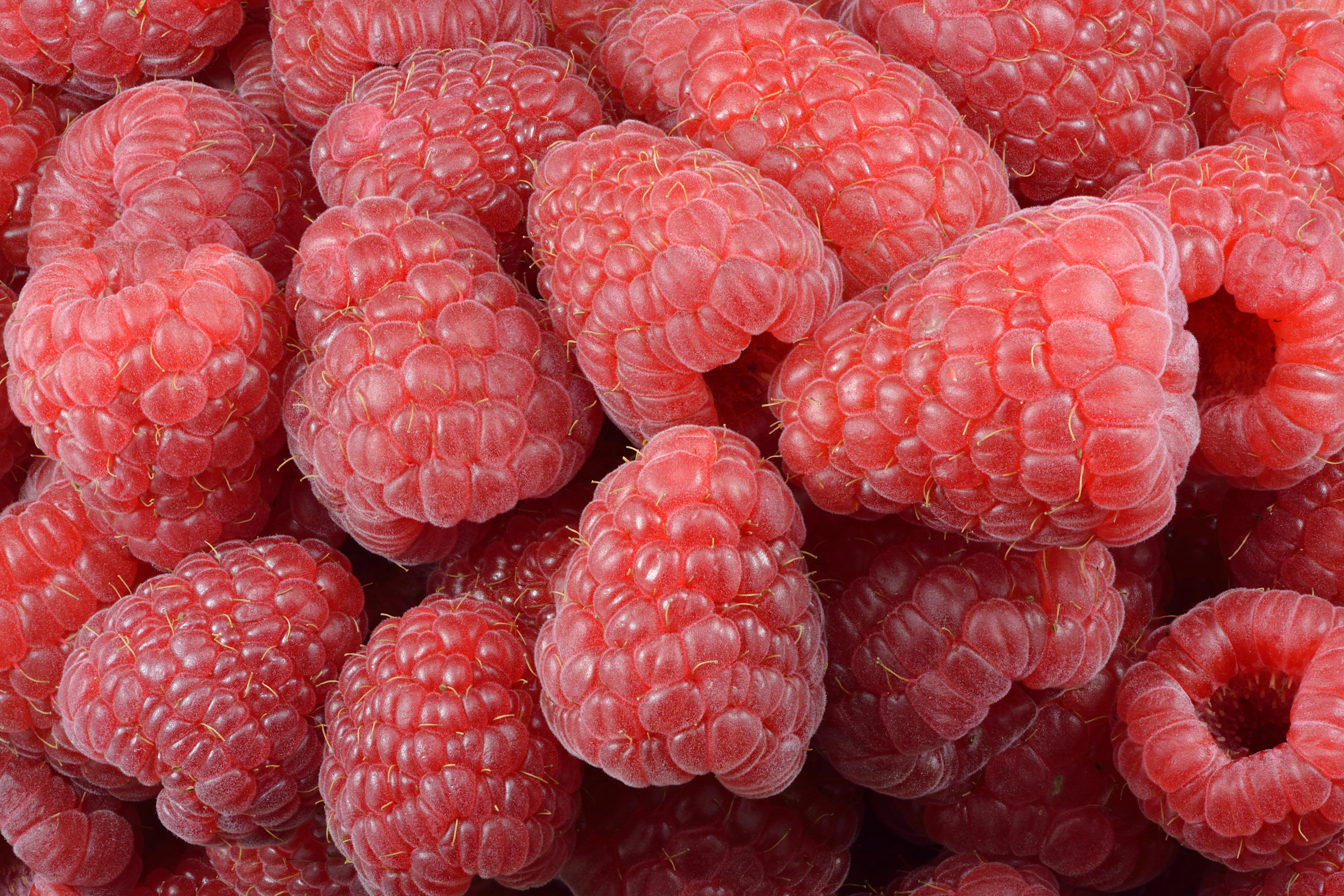
Himbeeren
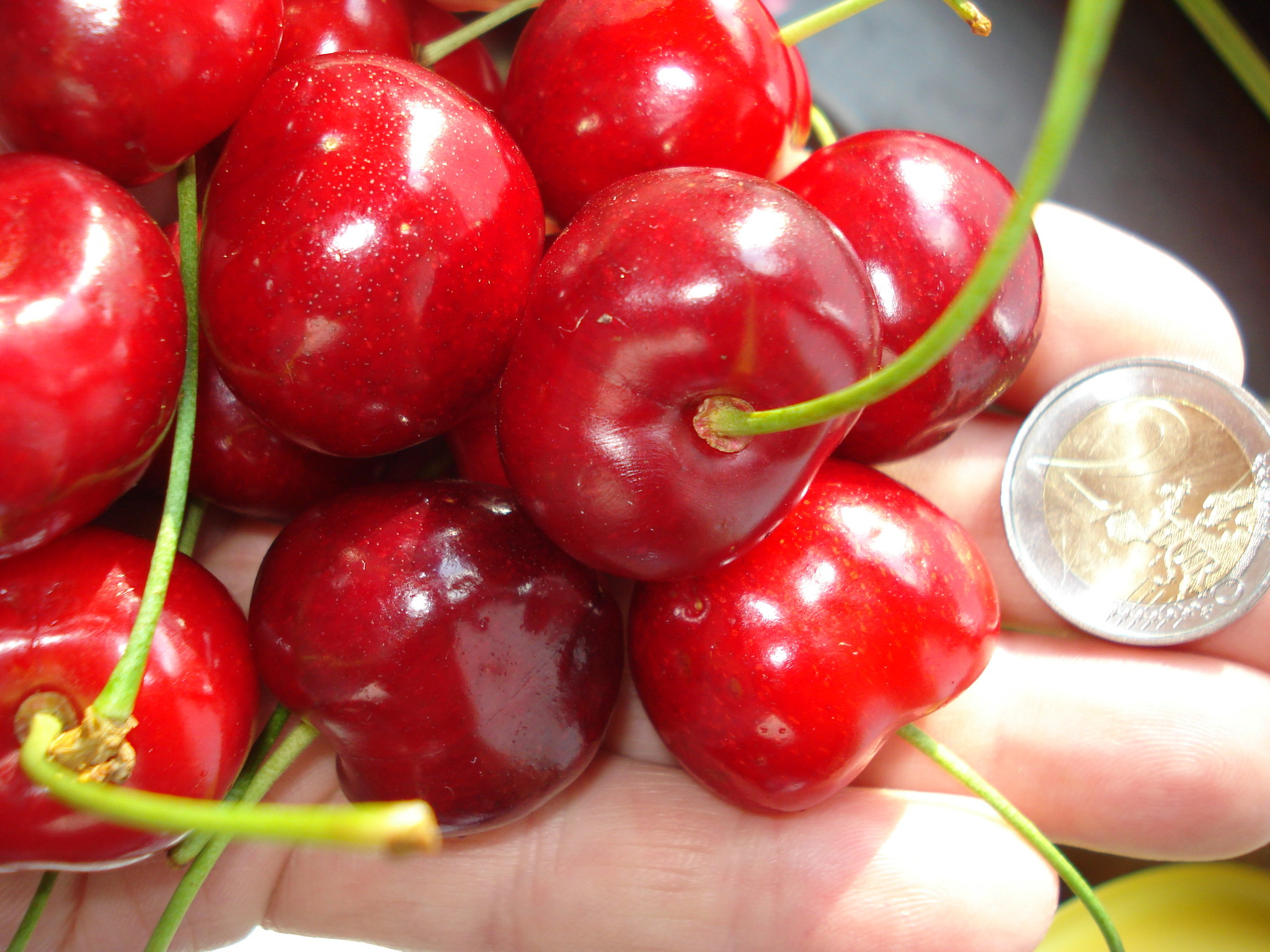
Kirschen
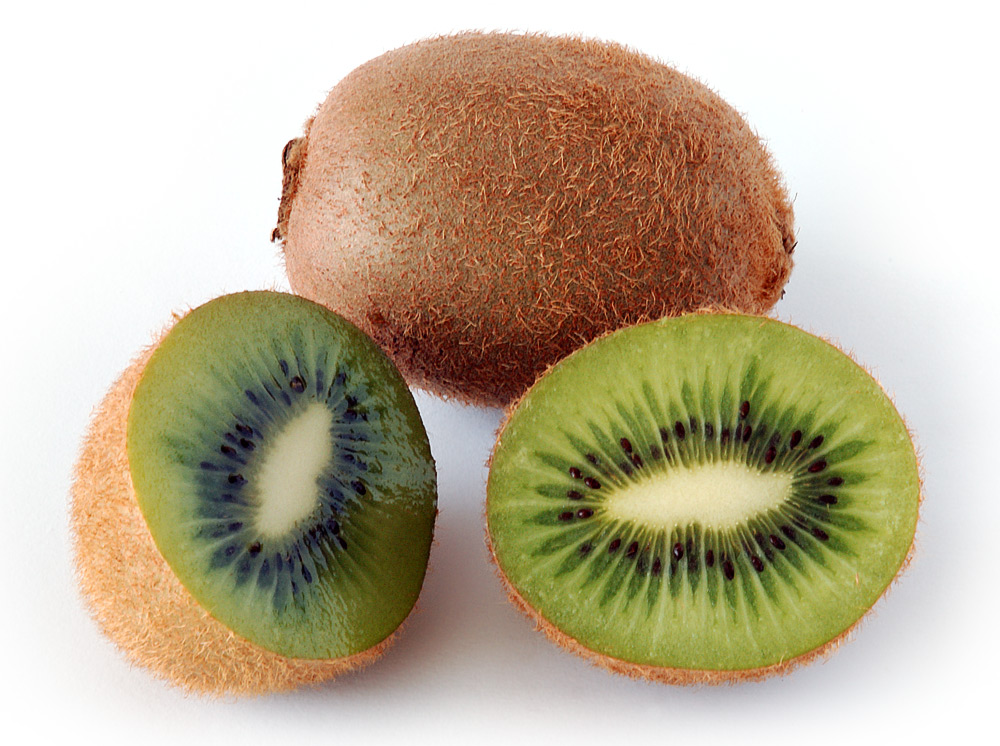
Kiwi
Melonen
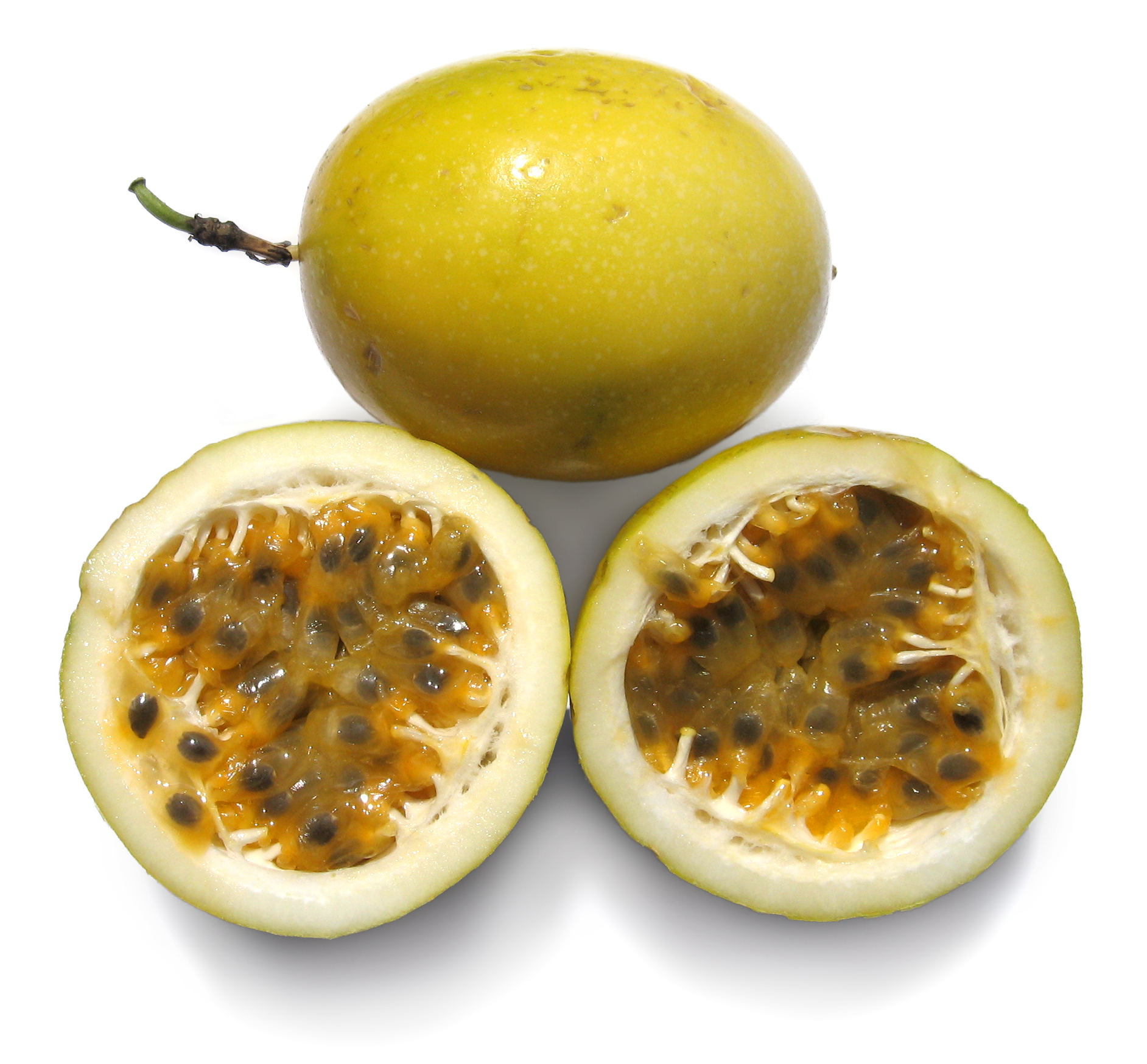
Passionsfrucht
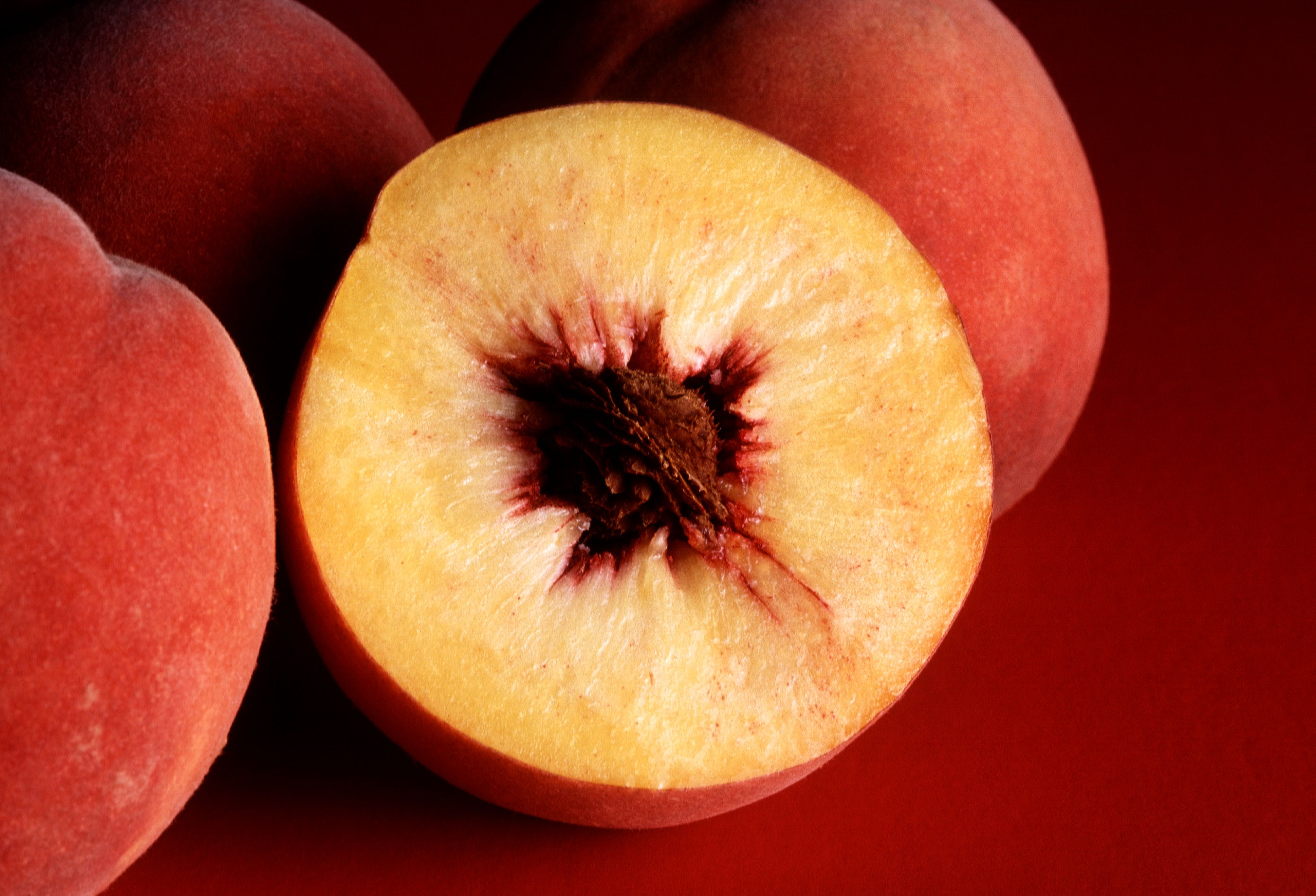
Pfirsich
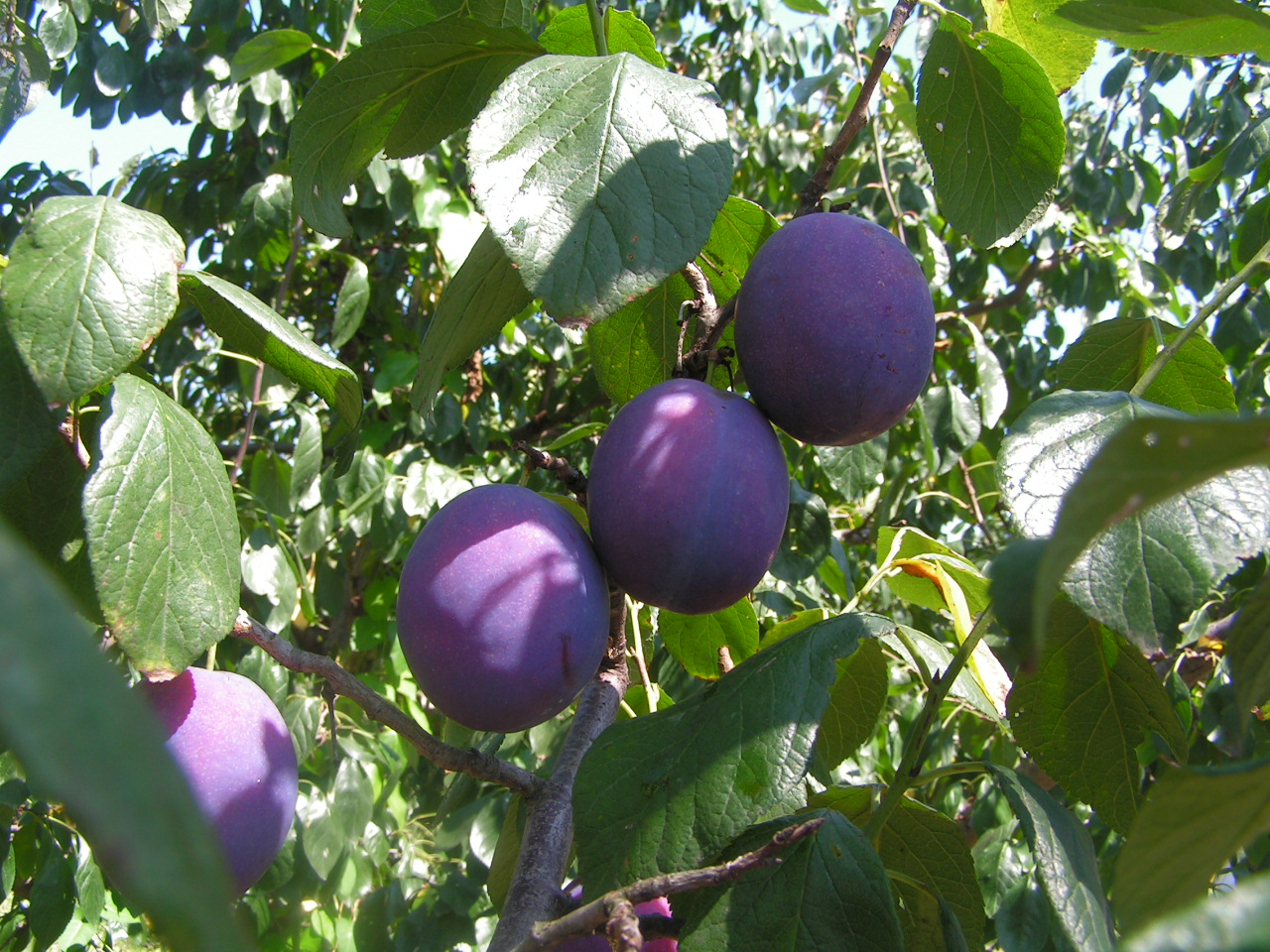
Pflaume
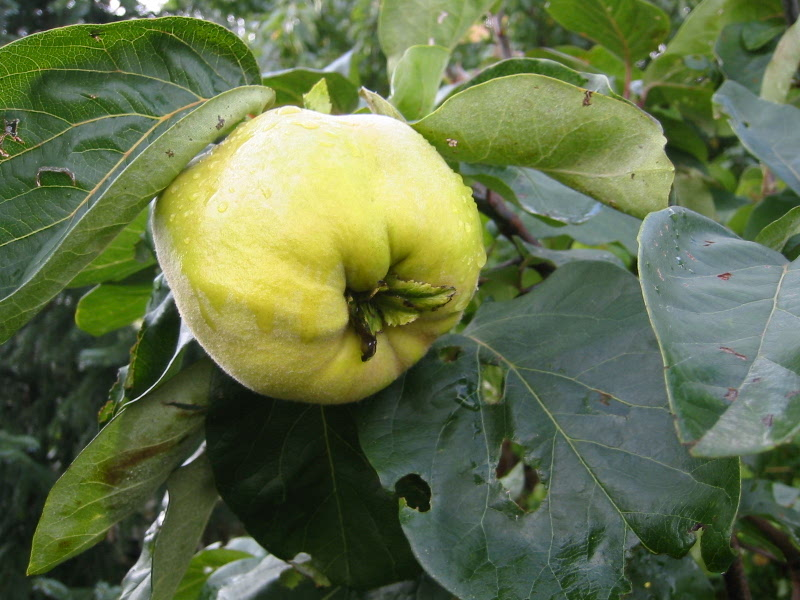
Quitte
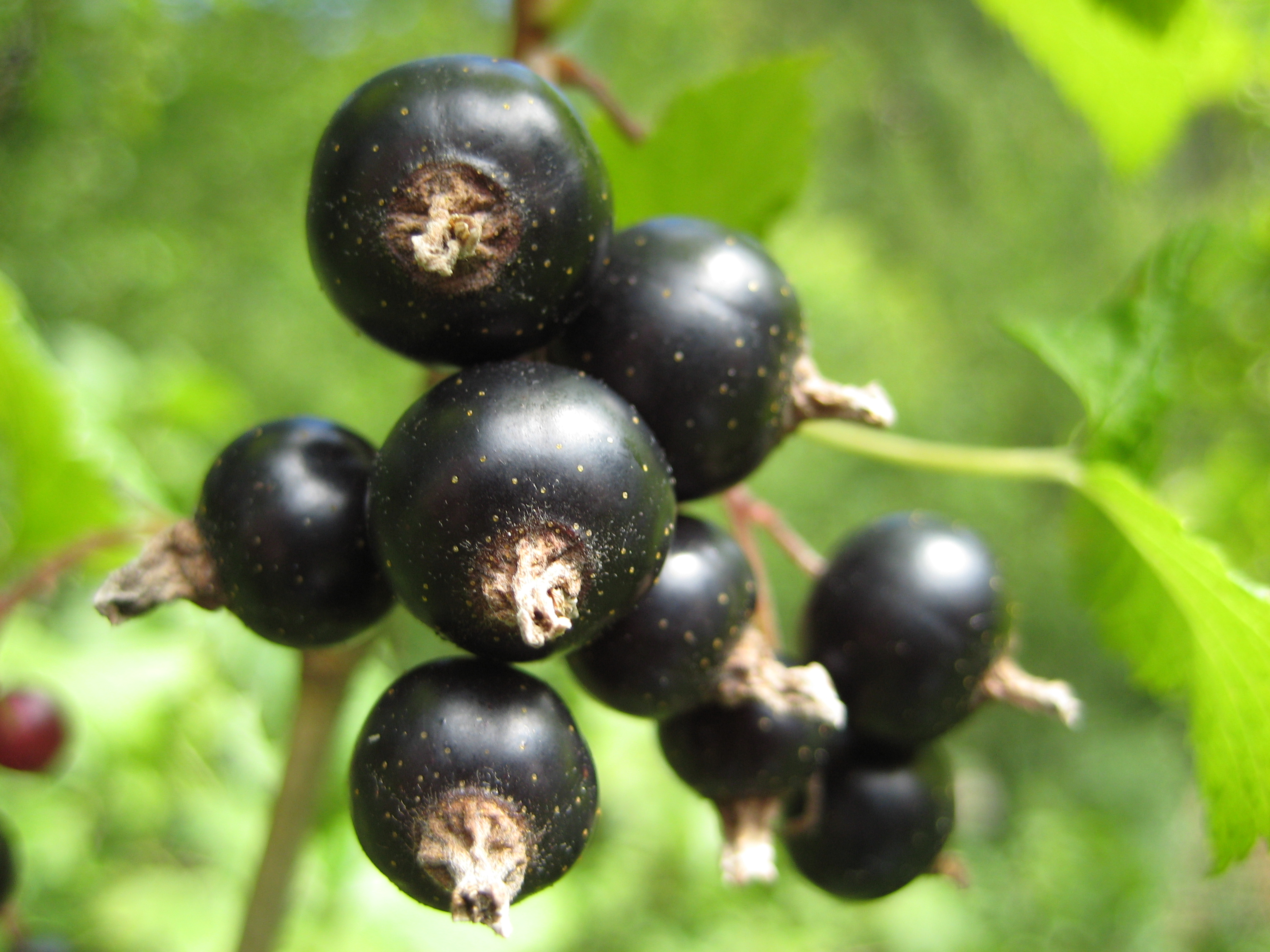
Schwarze Johannisbeeren
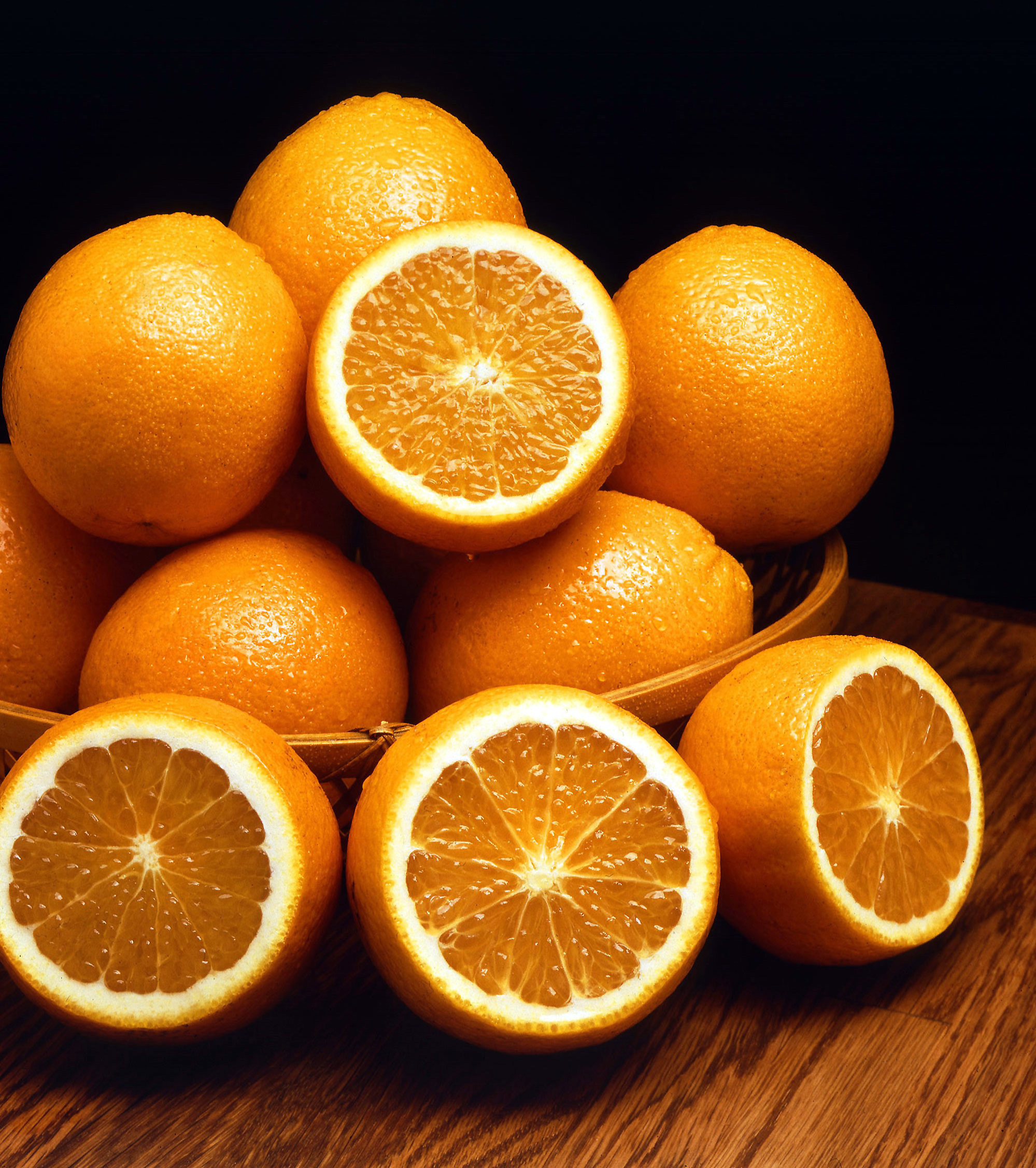
Orangen
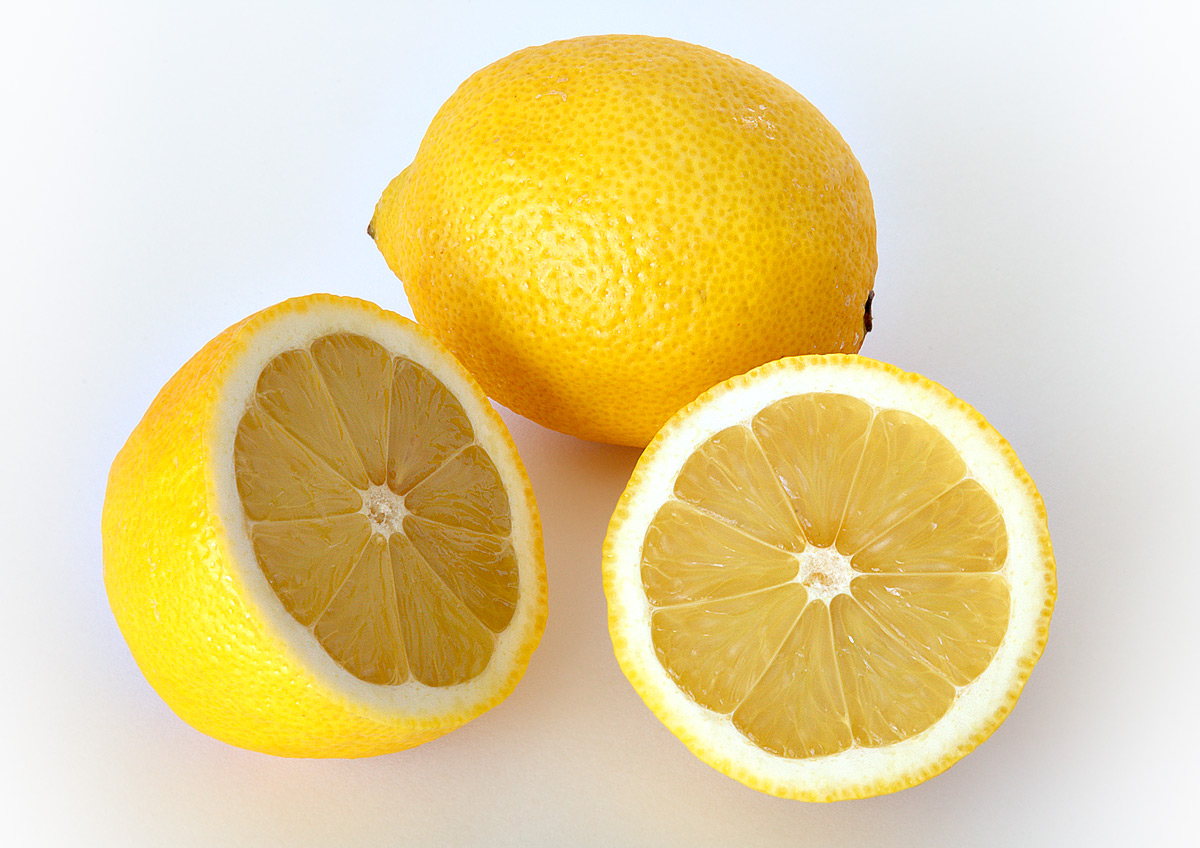
Zitronen
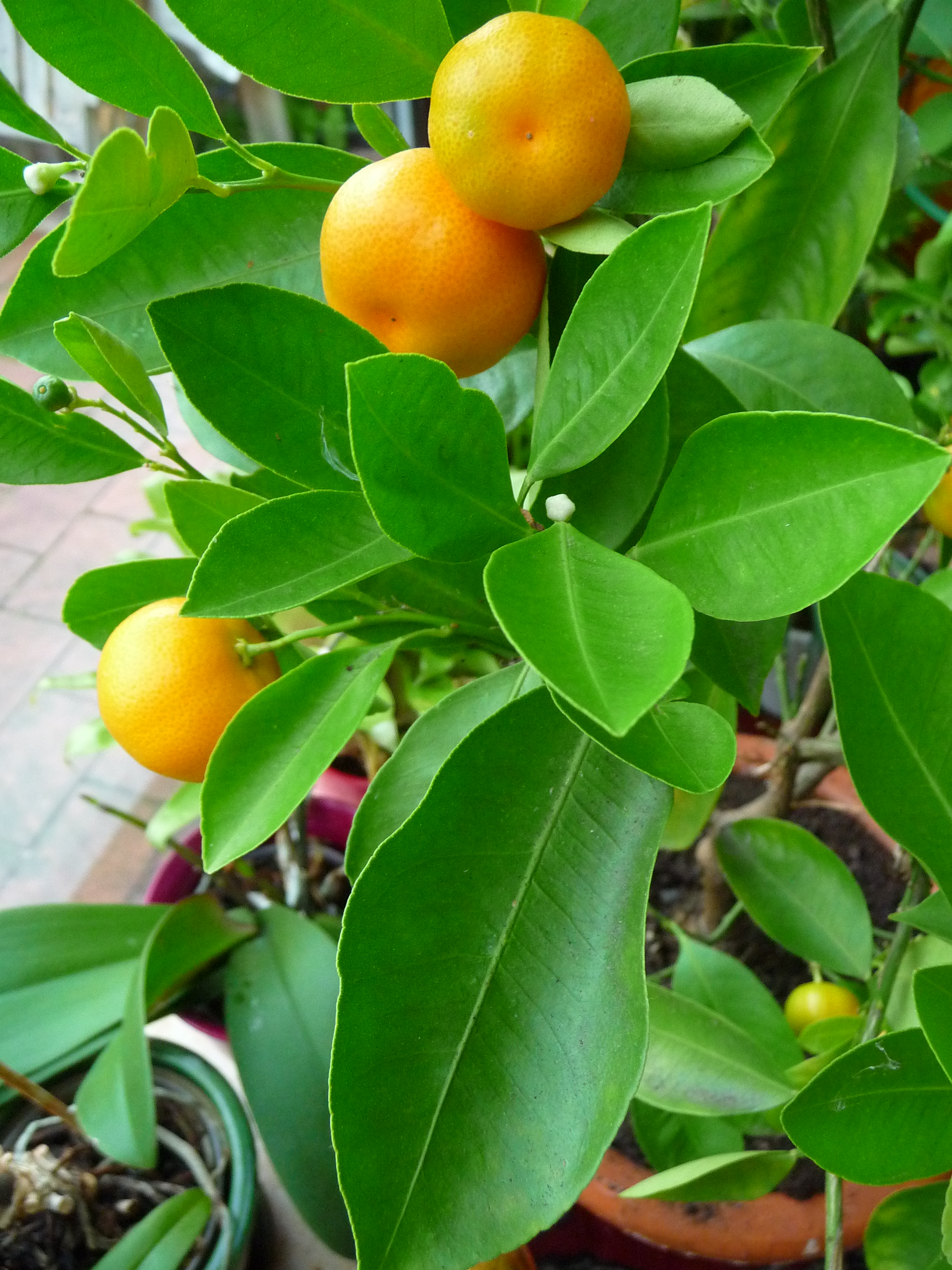
Mandarine
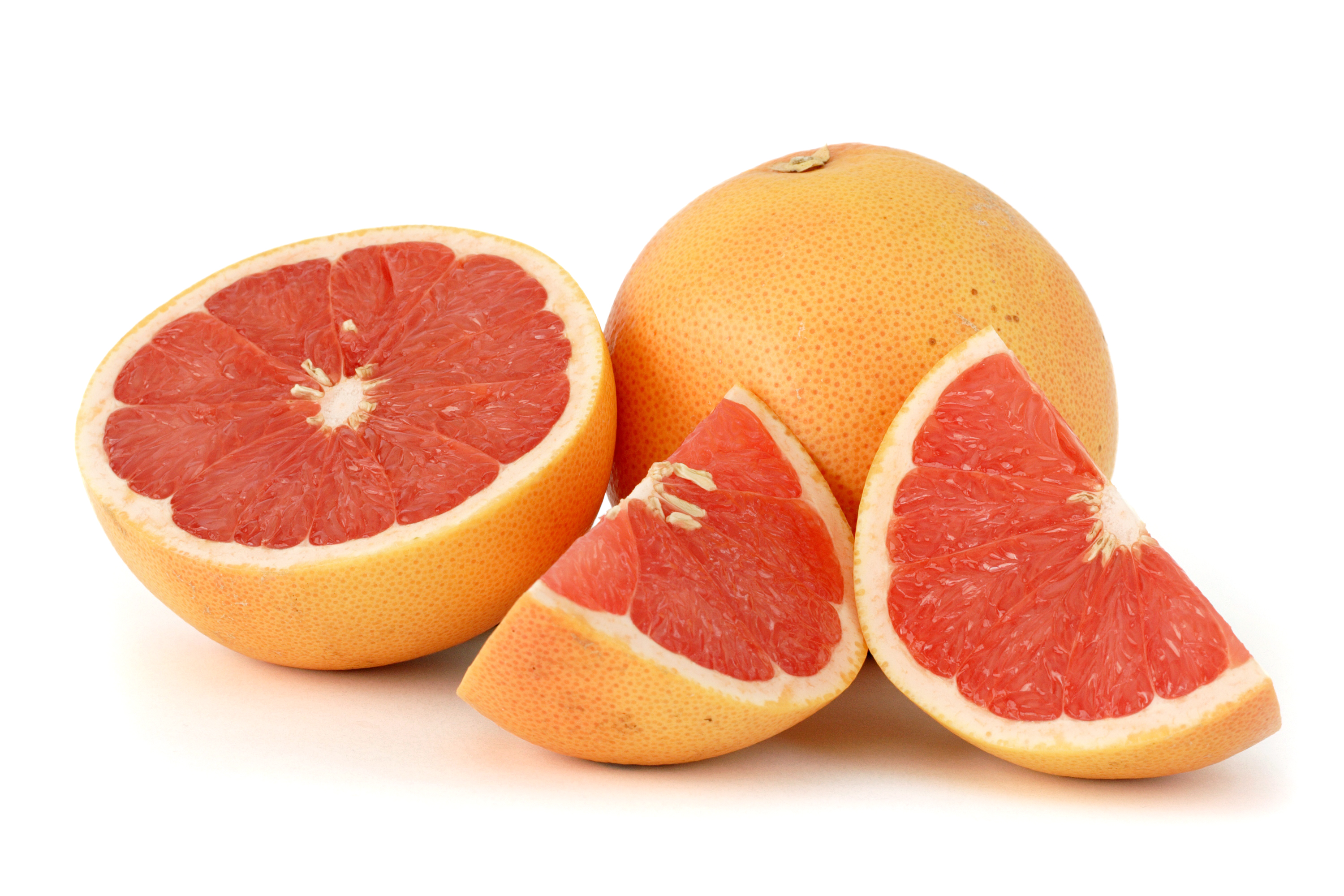
Grapefruit